# Tim Missaou
Das Tim Missaou (auch Tassili Tim Missaou) ist ein Sandsteinplateau in Algerien. Es liegt etwa 270 km westsüdwestlich von Tamanrasset und südlich des 22. Breitengrades. Im Laufe von Jahrmillionen wurde das Gebiet durch Verwitterung mehr oder weniger aufgelöst; übrig geblieben sind Türme und burgartige Felsen, die beeindruckende Großlandschaften bilden. Viele Felsformationen erinnern an Pilze. Dazwischen liegen Dünen. Häufig ist der Sand so hoch angeweht, dass man die Spitzen der Felsen über Sandrampen zu Fuß erreichen kann.
Es handelt sich um eine sehr einsame Gegend. Die nächste Siedlung ist Tamanrasset und Nomaden gibt es in dieser Region nur wenige, da es massiv an Wasser und Nahrung für Tiere mangelt. Gleichwohl gibt es einen überregional bekannten Brunnen im Tim Missaou. In dessen Nähe befindet sich eine Militärstation.
Im Osten liegt das Tin Rherho mit seinen erodierten Felstürmen und Felsbildern, wie beispielsweise Petroglyphen.